# Římskokatolická farnost Budišov u Třebíče
Římskokatolická farnost Budišov u Třebíče je územním společenstvím římských katolíků v rámci velkomeziříčského děkanství brněnské diecéze.

## Historie farnosti
Kostel v Budišově byl vybudován již ve 12. století. Pozůstatkem této původní stavby jsou dvě románská okna. Zakladateli kostela byli dle legendy benediktini z Třebíče. Kostel byl dále přestavován ve 14. a 15. století. Budova dnešní fary byla vybudována v 18. století.

## Bohoslužby
| Kostel                                            | Místo   | Bohoslužba                       | Bohoslužba                                                                           | Poznámka     |
| ------------------------------------------------- | ------- | -------------------------------- | ------------------------------------------------------------------------------------ | ------------ |
| Kostel svatého Gotharda a Nanebevzetí Panny Marie | Budišov | neděle úterý středa pátek sobota | 8.30 18.00 (během školního roku) 18.00 (o prázdninách) 18.00 18.00 (ve školním roce) | farní kostel |

## Primice
Z farnosti pochází R. D. Mgr. Jiří Janoušek, který byl vysvěcen 23. června 2007. 

## Duchovní správci
Od 1. září 2013 byl administrátorem P. Mgr. Miroslav Prajka. Na podzim 2014 byl z farní služby ze zdravotních důvodů uvolněn a místo něj byl dočasně (tzv. ad interim) správou farnosti pověřen farář z Osové Bitýšky P. Pavel Klouček. Od 1. srpna 2015 byl administrátorem farnosti P. Mgr. Jiří Polach. Ten byl k 1. srpnu 2019 ustanoven farářem. Od 1. srpna 2022 byl novým farářem jmenován P. Mgr. Petr Balát.

## Aktivity ve farnosti
Dnem vzájemných modliteb farností za bohoslovce a bohoslovců za farnosti brněnské diecéze je 15. listopad. Adorační den připadá na 2. června.
Každoročně se ve farnosti koná tříkrálová sbírka. V roce 2017 dosáhl výtěžek sbírky v Budišově, Kundělově a Mihoukovicích 26 132 korun.